# Roberto Balado
Roberto Balado Méndez (født 15. februar 1969, død 2. juli 1994) var en cubansk bokser, der i 1992 vandt guld ved de olympiske lege.

## Død
Balado døde i et biluheld i Havana den 2. juli 1994.

## Olympiske resultater
- Vandt over Tom Glesby (Canada) 16-3
- Vandt over Larry Donald (USA) 10-4
- Vandt over Brian Nielsen (Danmark) 15-1
- Vandt over Richard Igbineghu (Nigeria) 13-2